# Silver Star (kolejka górska)
Silver Star – kolejka górska znajdująca się w parku rozrywki Europa-Park w Niemczech, otwarta w 2002 roku.
Jest to obecnie czwarta najwyższa kolejka górska w Europie (73 m) ex aequo z kolejką Der Schwur des Kärnan (kategoria wysokości hyper coaster). Jest jedną z najdłuższych kolejek górskich w Europie (1620 m). Kolejka posiada 5 wzniesień, 3 łuki i slalom. W budynku stacji znajduje się małe muzeum Mercedesa i McLarena.

## Opis przejazdu
Po opuszczeniu stacji pociąg rozpoczyna wjazd na pierwsze wzniesienie o wysokości 73 metrów, gdzie dostaje się dzięki standardowemu wyciągowi łańcuchowego. Następnie pociąg spada o 67 metrów pod kątem 68,5°, wykonuje zwrot o 90° w lewo jednocześnie wznosząc się. Pokonuje wzniesienie o wysokości 49 m, wykonuje nawrót o 180° i przejeżdża przez kolejne wzniesienie o wysokości 41 m. Następnie mija hamulce sekcyjne (MCBR) położone na wzniesieniu, spiralę o 270° w lewo (w efekcie skręcając w prawo o 90°), jedno małe wzniesienie, slalom (prawo, następnie lewo), zostaje wyhamowany i wraca na stację.